# Einwohnerentwicklung von Wałbrzych

Stadtwappen

Dieser Artikel gibt die Einwohnerentwicklung von Wałbrzych/Waldenburg in der polnischen Woiwodschaft Niederschlesien tabellarisch und grafisch wieder.
Am 31. Dezember 2020 betrug die amtliche Einwohnerzahl für Wałbrzych 109.971. Die höchste Einwohnerzahl hatte Wałbrzych nach Angaben der GUS im Jahr 1991 mit 141.161 Einwohnern. Sie ist nach Breslau die zweitgrößte Stadt der Woiwodschaft Niederschlesien.

## Übersicht
Noch bis Ende des 19. Jahrhunderts war Waldenburg eine Kleinstadt und hatte 13.553 Einwohner im Jahr 1890. Mit der Industrialisierung der Waldenburger Gegend wuchs die Stadt Anfang des 20. Jahrhunderts zur Mittelstadt und die Einwohnerzahl stieg in den 1930er Jahren über 60.000 Einwohner an.
Mit dem Ende des Zweiten Weltkriegs wurde Waldenburg unter polnische Verwaltung gestellt und man begann mit der systematischen Vertreibung der deutschen Bevölkerung und der Ansiedlung polnischer Siedler. Zudem siedelte man in Wałbrzych und anderen Städten Niederschlesiens direkt nach dem Krieg viele Juden an, 1947 waren es 9600, kurz darauf etwa 5000, die zunächst in der Stadt sesshaft blieben. Erst Mitte der 1950er Jahre nahm die Zahl der Juden wieder ab. Da die deutsche Bevölkerung für die Industrie bzw. den Bergbau gebraucht wurde, hielt man bis Mitte der 1950er Jahre einen Teil der Deutschen in der Industriegegend zurück. Diese hatten sogar besondere Privilegien, durften Vereine gründen, deutschsprachigen Unterricht durchführen und sie hatten die Möglichkeit, DDR-Bürger zu werden. Danach begann die Aussiedlung der meisten, ein geringer Teil blieb jedoch dort.
Als wichtiger Industriestandort wuchs die Stadt auch nach dem Zweiten Weltkrieg weiter stark an und man überschritt in den 1950er Jahren die Grenze zur Großstadt. Bis zur Wende stieg die Einwohnerzahl auf etwa 140.000. Seitdem ist die Bevölkerungszahl rückgängig.

## Einwohnerentwicklung
- 1875 – 11 307
- 1880 – 12 063 (darunter 328 Juden)
- 1890 – 13 553 (darunter 253 Juden)
- 1925 – 44 111
- 1933 – 46 986 (darunter 195 Juden)
- 1939 – 64 136
- 1946 – 72 976 (Volkszählung)
- 1950 – 93 842 (Volkszählung)
- 1955 – 110 267
- 1960 – 117 209 (Volkszählung)
- 1961 – 119 800
- 1962 – 120 800
- 1963 – 122 700
- 1964 – 124 300
- 1965 – 125 287
- 1966 – 126 100
- 1967 – 125 900
- 1968 – 126 100
- 1969 – 126 000
- 1970 – 125 200 (Volkszählung)
- 1971 – 124 804
- 1972 – 125 600
- 1973 – 127 400
- 1974 – 127 701
- 1975 – 128 064
- 1976 – 128 800
- 1977 – 129 800
- 1978 – 132 100 (Volkszählung)
- 1979 – 132 900
- 1980 – 133 549
- 1981 – 134 299
- 1982 – 135 674
- 1983 – 137 401
- 1984 – 138 037
- 1985 – 138 653 (darunter etwa 250 Juden)
- 1986 – 140 405
- 1987 – 141 077
- 1988 – 141 033 (Volkszählung)
- 1989 – 141 139
- 1990 – 141 011
- 1991 – 141 161
- 1992 – 140 595
- 1993 – 140 294
- 1994 – 140 022
- 1995 – 139 219
- 1996 – 138 597
- 1997 – 137 829
- 1998 – 136 923
- 1999 – 135 733
- 2000 – 134 720
- 2001 – 133 713
- 2002 – 129 724 (Volkszählung)
- 2003 – 128 809
- 2004 – 127 566
- 2005 – 126 465
- 2006 – 124 988
- 2007 – 123 635 (darunter etwa 40 Juden)
- 2008 – 122 411
- 2009 – 121 363
- 2010 – 120 197
- 2011 – 119 955
- 2012 – 119 171
- 2013 – 117 926
- 2014 – 116 691
- 2015 – 115 453

| Jahr | Einwohner | Anmerkungen |
| ---- | --------- | ----------- |
| 2016 | 114 568   |             |
| 2017 | 113 621   |             |
| 2018 | 112 594   |             |
| 2019 | 111 356   |             |
| 2020 | 109 971   |             |

## Grafiken
- Alterspyramide mit der Altersstruktur der Stadt für das Jahr 2014 (Frauen in blau und Männer in schwarz):

## Stadtfläche
- 1995 - 84,79 km²
- 2006 - 84,70 km²

## Nationalitäten
Die Volkszählung aus dem Jahr 2002 ergab folgendes Ergebnis bei einer Einwohnerzahl von 130.268:
| Nationalität (Ethnie) | Anzahl  | Prozentzahl |
| --------------------- | ------- | ----------- |
| polnisch              | 125.840 | 96,6 %      |
| deutsch               | 113     | 0,09 %      |
| Roma                  | 43      | 0,03 %      |
| ukrainisch            | 14      | 0,01 %      |
| russisch              | 28      | 0,02 %      |

2002 war nur die Nennung einer Nationalität möglich.